# 瓦列里·列沃涅夫斯基

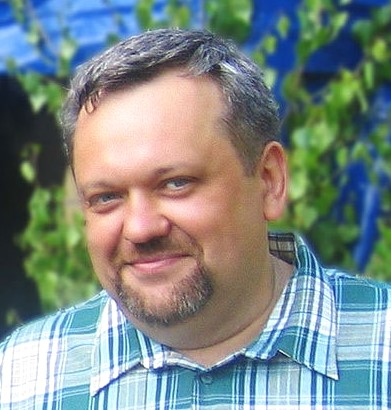
瓦列里·列沃涅夫斯基

瓦列里·斯坦尼斯拉沃维奇·列沃涅夫斯基 （羅馬化：Valyery Stanislavavich Lyevanyewski，1963年8月15日—），出生于格罗德诺城市，是白俄罗斯社会活动家和政治家，企业家，以前是政治犯。“国际赦免”组织承认他作为政治信仰犯。
他的家庭是子女多的家庭。
爱好：拳击，國際象棋，摄影，无线电电子学，编程，哲学，法学
已婚，有四个孩子。
管理格罗德诺州保护纳税人，消费者和汽车爱好者的权利社会协会，格罗德诺信息法律中心，格罗德诺保护消费者的权利中心。
从1996年是白俄罗斯共和国企业家的罢工委员会的领导。在白俄罗斯组织企业家群众抗议活动。因此多次遭受过拘捕，罚款，司法迫害。它是“企业家”通报  的成立者和主编。作为当地和共和国立法权机关的候选人多次参加过选举。每次选举都受拒绝注册，拒绝理由都是政治的。 
2001年是白俄罗斯共和国总统的候选人。
2004年 – 2006年 – 按照白俄罗斯共和国刑事法368条款2部（侮辱白俄罗斯共和国总统）服刑为监护，包括财产没收。

## 外部連結
- 正式网站
- 正式网站 2